# Ramallah
Ramallah — некоммерческая рок-группа из Бостона, выпустившая два полноформатных альбома. Ramallah — продукт «White Trash» Роба Линда (Blood For Blood , Sinner And Saints). В группе так же участвуют бывшие и действующие участники Cold As Life, Wrecking Crew и Sworn Enemy. Группа пишет тексты на остросоциальную тематику с антивоенным посылом и критикой внешней политики США, в особенности в отношении Ближнего Востока.
Группа была основана в 2002 году. Они выпустили два студийный альбома под названием But a Whimper (2002) на Bridge Nine Records и Kill a Celebrity на Thorp Records (2005). Коллектив распался в 2007 году. Наибольшую популярность коллектив получил благодаря треку «Days of Revenge», который прозвучал в  супергеройском фильме «Каратель: Территория войны».

## Стиль
В музыкальном плане Ramallah — агрессивный хардкор-панк, с ощутимым влиянием метала.
«Это самая агрессивная музыка, что я когда-либо писал» говорит Роб, однако он спешит подчеркнуть, что Ramallah — никакой не клон Blood For Blood.

## Лирика
Роб объясняет: «Мы живем в ужасные времена. Люди должны ужасаться и чувствовать отвращение к тому, что происходит в этом мире каждый день. Ramallah здесь для того, чтобы запихнуть им это прямо в глотку. Основная идея лирики — показать всю херню, происходящую в мире. Не только в моём мире, но в мире в целом» — подчеркивает Роб. В целом лирика имеет очень анти-американскую и анти-военную тематику.

## Дискография
| Год  | Название                              |
| ---- | ------------------------------------- |
| 2002 | But a Whimper                         |
| 2005 | Kill a Celebrity                      |
| 2005 | But a Whimper (переиздание)           |
| 2020 | The Last Gasp of Street Rock 'N' Roll |